# Сивка (приток Черторыя)
Си́вка (Си́вцев вра́жек, Си́вец) — ручей в районе Арбат Центрального административного округа Москвы, правый приток Черторыя.
Ручей в начале XIX века заключён в подземный коллектор. Гидроним ручья известен с XIV века. Вероятно, он связан с «сивым», то есть серым цветом воды. Возможно, название водотока произошло от топонима оврага, по которому протекала Сивка.
Длина реки составляет приблизительно 800 метров. Сивка протекала в небольшом овраге, который находился на месте переулка Сивцев Вражек. В половодье разливалась, становилась бурной, мутной. В XVIII веке овраг засыпали. На южной стороне улицы оставили небольшую канаву, по которой в открытом течении проходило русло ручья. В XIX веке речку канализировали. Исток расположен к востоку от Денежного переулка, устье — у пересечения переулка Сивцев Вражек и Гоголевского бульвара. В современном рельефе прослеживается долина левого притока ручья длиной 800 метров. Он протекал вдоль Малого Николопесковского переулка и впадал в реку у пересечения со Староконюшенным переулком.